# Marco Grüttner

Marco Grüttner, né le 20 novembre 1967 à Louisbourg en Allemagne, est un footballeur allemand qui évolue au poste d'attaquant.

## Biographie

### En club
Durant la saison 2017/2018, Grüttner est nommé capitaine du Jahn Ratisbonne.
En novembre 2019, il annonce son retour dans sa région natale la Souabe à la fin de la saison.